# الحديقة السرية (مسلسل كوري)
الحديقة السرية (الكورية: 시크릿 가든) مسلسل من كوريا الجنوبية، من كتابة الكاتبة كيم اين-سوك ومن إخراج «شين-وو تشيول» و«كوون هيوك-تشان». عرض على قناة sbs الكورية في 13 نوفمبر 2010 وإنتهى عرضه في 16 يناير 2011.

## بطولة
- ها جي وون بِدورِ غيل رام شي
- هيون بين بِدورِ كيم جوان
- يون سانغ هيون بِدورِ أوسكا
- كيم سا رانغ

## القصة
تتحدث الدراما، عن غيل رام الفتاة التي تعلمت أن تكون قاسية تجاه كل شيء، والتي تعمل في مجال التمثيل لكن ليست ممثلة رئيسية، بل دوبلير، للقيام بأمور تعجز عنها الممثلات اللاتي يخفنا من أدوار الحركة، والقتال.
وفي الجهة الأخرى كيم جوان الثري الذي يعاني من رهاب الأماكن الضيقة، وقريبه أوسكا الذي يعمل في صناعة الترفيهة ك مغني مشهور، ينحدر كيم جوان من أسرة ثرية، وهو يدير شركة والده، يُرسل أوسكا قريبه كيم جوان بالخطأ لجلب ممثلة تبتزه بصور له، ولكنه يجلب بالخطأ غيل رام شي، ومن هنا تبدأ العلاقة بينهما، في مرة من المرات وبعد تطور العلاقة تاها في الغابة، ودخلا إلى مطعم للراحة تديره سيدة غريبة، وبعد فراغهم تهدي السيدة الفتاة غيل رام مشروب روحي، لها، ولمن تحب، وهي معجبة بالفنان أوسكا، وكانت تريد المشروب له، لكن كيم جوان بدأت الغيرة تشب به، وأستحوذ على المشروب، ليشربونه في نفس اللحظة وفي اليوم الآخر، تتبدل أرواحهم، روح غيل رام في جسد كيم جوان، وروح كيم جوان في جسد غيل رام شي.

## روابط خارجية
- الحديقة السرية على موقع IMDb (الإنجليزية)
- الحديقة السرية على موقع نتفليكس (الإنجليزية)
- الحديقة السرية على موقع فيلمافينيتي (الإسبانية)
- الحديقة السرية على موقع كينوبويسك (الروسية)
- الحديقة السرية على موقع قاعدة بيانات الفيلم (الإنجليزية)